# Rue des cascades
Rue des Cascades é o segundo álbum do compositor e instumentista francês Yann Tiersen. Lançado em 1996, conta com a colaboração da cantora francesa Claire Pichet

## Faixas
1. "J'y suis jamais allé";
2. "Rue des cascades" (com a participação de Claire Pichet);
3. "Pas si simple";
4. "Comptine d'été N.º 2";
5. "Comptine d'été N.º 3";
6. "Déjà loin";
7. "La Chambre";
8. "Mouvement introductif";
9. "La muette";
10. "Naomi" (com Claire Pichet);
11. "Soir de fête";
12. "Le vieux en veut encore";
13. "Toujours là";
14. "C'était ici";
15. "Prière N.º 2";
16. "Comptine d'été N.º 1";
17. "La fenêtre";
18. "Prière N.º 3";
19. "La pièce vide";
20. "La vie quotidienne".